# Giulio Cottrau
Giulio Cottrau (Napoli, 29 ottobre 1831 – Roma, 25 ottobre 1916) è stato un compositore italiano.
Figlio di Guglielmo Cottrau, fu allievo di Luigi Gordigiani  a Napoli e di Samuel Davis a Parigi.

## Opere

### Opere e drammi
Dramma lirico su libretto di E. Golisciani, fu rappresentata al Teatro Alfieri di Torino e al Teatro Reale di Malta, quindi a Firenze dove, per il successo che ebbe, fu rappresentata per dodici serate; di essa si scrisse che «La critica è stata unanime nel riconoscere i moltissimi pregi del lavoro». In seguito fu rappresentata con il nome Griseldis su libretto di L. Hartmann allo Stadttheater di Presburgo e al Teatro Ducale di Sondershausen
- Griselda
- La lega lombarda (inizialmente nota come Imelda), opera seria[1]
- Cordelia, opera seria di cui si occupò anche del libretto[1]
- Pericle re di Tiro[1]

### Operette
- Une sentinelle perdue[1]
- Le princesse Georges[1]
- Le roi Lear[1]
- Le mouche blanche[1]

Compose inoltre Serenata Spagnola, che ebbe particolare successo a Parigi, L'amant que j'adore, L'addio, Lou d'amour, Vieille musique e varie liriche e duetti di cui non è stato tramandato il nome a livello bibliografico e arrangiò canzoni del padre come Trippole Trappole; le sue opere vennero eseguite in concerti a Londra e a Parigi. Scrisse Lettres d'un mélomane pour servir de document à l'histoire musicale de Naples de 1829 à 1847. Fu socio distinto dell'Accademia di Santa Cecilia e cavaliere della Corona d'Italia.
Viene citato in La canzone napoletana di E. Piero (Roma, 1952), in Storia della canzone napoletana di Vittorio Paliotti (Milano, 1958) e in The New Grove's Dict. of Music and Musician, V, London 1980, pp.830 s..